# Vinings
Vinings ist ein Census-designated place (CDP) und Vorort von Atlanta, Georgia, der in Cobb County liegt. Die Volkszählung von 2020 ergab 12.581 Einwohner.

## Lage
Der Ort liegt bei den Koordinaten 33.859 Nord und -84.468 West auf 276 Metern Höhe an der Grenze von Atlanta, die vom Chattahoochee-Fluss gebildet wird und die auch die Grenze zwischen Atlanta und Cobb County darstellt. Das Zentrum Vinings liegt zwischen dem Fluss und der Interstate 285, die einen Ring um Atlanta bildet.

## Geschichte
Vinings ist bekannt als Wohngebiet und Sitz des Baumarktbetreiber Home Depot. Die Hauptstraße Vinings ist die Paces Ferry Road, die früher zu einer von Hardy Pace betriebener Fähre über dem Chattahoochee führte. 
Ursprünglich war Vinings eine kleine Siedlung außerhalb Atlantas in der Nähe eines Bahnhofs. Unweit der Stadt Atlanta gelegen war Vinings ein Tagesausflugsziel der Stadtbewohner. Die Lage an der Straße zur nahe liegenden Pace-Fähre ermöglichte einen leichten Zugang zum Fluss. Heute gibt es rund um die Kreuzung Eisenbahn / Paces Ferry Road ein Einkaufsviertel. Zwischen dem Einkaufsviertel und dem Fluss liegt ein bewaldetes Wohngebiet mit Einzelhäuser. Zwischen dem Einkaufsviertel und der I-285 liegt ein gemischtes Gewerbe- und Wohngebiet, das zumeist aus mehrstöckigen Bürogebäuden und Wohnanlagen besteht.